# 황성로
황성로(皇城路, Hwangseong-ro)은 대한민국의 경상북도 경주시 황성동 중심부를 연결하는 도로이다.
과거 황성2지하로이었으나, 2009년 12월 11일 도로명 주소 사업에 인해 황성로로 지정되었다.

## 노선 경로
| 계림중네거리     | 904 용담로 | 영천 · 안강 방향 경주 방향 |
| 황성제2지하도    |            | 동해선                     |
| 삼거리 명칭 미상 | 유림로     |                            |

## 주요 건물 및 시설
| 표기 | 건물명            | 도로명주소                           |
| ---- | ----------------- | ------------------------------------ |
| 짝수 | 럭키아파트        | 경상북도 경주시 황성로 35-6 (황성동) |
| 홀수 | 탑할인마트 황성점 | 경상북도 경주시 황성로 55 (황성동)   |
| 짝수 | 현대5차아파트     | 경상북도 경주시 황성로 60 (황성동)   |

## 같이 보기
- 황성공원
- 계림중학교
- 황성동